# Microdon acantholepidis
Microdon acantholepidis är en tvåvingeart som beskrevs av Speiser 1913. Microdon acantholepidis ingår i släktet myrblomflugor, och familjen blomflugor. Inga underarter finns listade i Catalogue of Life.